# Julius Jacobsen (fotograf)
Julius Marcus Jacobsen (12. juni 1828 – 27. maj 1912) var en dansk fotograf.
Julius Jacobsen etablerede sig (efter en fejlslagen handel med fotografiske artikler, som fotograf i marts 1863 på Østergade. Han flyttede de følgende år flere gange: 1863-1864 Østergade 13, 1864-1866 Bredgade 13, 1866-1867 Store Kjøbmagergade 4, 1868 Badstuestræde 4, 1869 Silkegade 5, 1872-1874 Frederiksberggade 36, 1874-1877 Vimmelskaftet 37, 1877- Købmagergade 4 (igen), 1879-1881 Østergade 9.
Arbejdede  i 1878 i St. Pauli i Hamburg, hvor han  fotograferede grønlændere.[kilde mangler]
Julius Jacobsen var 1882-1891 skuespiller i Norge, hvor hans hustru Eleonora (Ellen) Bruunsgaard) var skuespillerinde. I årene derefter var han regissør i København.